# Erik Gustaf Englund
Erik Gustaf Englund, född 7 april 1862 i Tierps församling, Uppsala län, död 19 januari 1941 i Tierps församling, Uppsala län, var en svensk riksspelman och folkmusiker. Han deltog vid Riksspelmansstämman på Skansen 1910.